# Alexandre Brou
Alexandre Brou SJ (* 26. April 1862 in Chartres; † 12. März 1947 in Laval) war ein französischer römisch-katholischer Priester und Theologe.

## Leben
Er trat 1880 in die Gesellschaft Jesu ein und lehrte nach Abschluss seines Studiums, das größtenteils in England stattfand, Literatur in Canterbury (1894–1897, 1907–1910, 1920–1923), auf der Isle of Jersey (1902–1906, 1911–1919) und in Laval (1899–1901, 1924). Er war ein Mann von breitem und wissenschaftlichem Interesse. Seine herausragendsten Schriften beschäftigten sich jedoch mit dem Gebiet der Missionsgeschichte des Fernen Ostens und der ignatianischen Spiritualität.

## Schriften (Auswahl)
- Les jésuites de la légende. Les origines jusqu'à Pascal. Paris 1906, OCLC 431831843.
- Seelisches Werden und erstes Wirken der Exerzitien. Ein psychologisch-geschichtlicher Beitrag. Innsbruck 1925, OCLC 71444273.
- Gottinniges Beten und Arbeiten der hl. Magdalena Sophie Barat. Innsbruck 1929, OCLC 72031743.
- La question scolaire en Chine. Louvain 1931.
- Gebetsschule des Heiligen Ignatius. Kevelaer 1953, OCLC 720210415.